# 私立华南女子高级中学
私立华南女子高级中学是一所由美国美以美会于1908年在福州创办的三年制私立教会中学，是华南女子文理学院的附属中学，只设有高中部，只招收女生。

## 校址
校址附设在大学部内。地址在仓山岭后路，三层红砖楼房的校舍富丽堂皇，中为彭氏大楼，两翼分别为谷莲楼和立雪楼，是中西合璧的建筑（现为福建师范大学校部）。

## 简介
华南女中十分重视宗教活动，宗教气氛较为浓厚，旨在培养华南妇女界的宗教领袖。学校要求学生祈祷、读圣经、唱诗、上主日学，不参加一切社会活动，实行封闭式管理。学校装修较为，高档设施完善，但收费昂贵，能在此上学的基本上都是富人家的女孩，故被称为小姐学校，与私立文山女中、陶淑女中的作风大不相同。当时福州有一首民谣：“番仔哥厝起仓山，华南校巍峨壮观，华南生装束好看，伊洋气惹人喜欢”，反映出学校的特点。学校的经费来源，一靠教会拨款，二靠学生学费收入。学生毕业后或在教会机构中服务，或进入大学如华南女子文理学院或私立协和大学深造。

## 历史
- 1901年(光绪三十五年)1月美国美以美会传教士程吕底亚倡议创办,原先初衷是作为华南女子文理学院的预科班,名为华英女学堂.
- 1917年逐步成为华南女子文理学院的附属高级中学
- 1922年开始招生，主持校务的为华师姑。
- 1923年-1924年学校改为华南女子文理学院附属高级中学，学制3年。
- 1928年收回教育权后，由华南女院院长王世静兼任校长，后继校长为刘宫鹦与周苏藤任职直到福州解放。
- 1951年7月31日，和福州鹤龄英华中学合并成立福州第二中学，为福建师大附中的前身